# Tillodenops brunneus
Tillodenops brunneus is een keversoort uit de familie mierkevers (Cleridae). De wetenschappelijke naam van de soort is voor het eerst geldig gepubliceerd in 1905 door Hintz.